# Prix des libraires du Québec
Il Prix des libaires du Québec è un premio letterario canadese creato nel 1994 dall'Association des libaires du Québec e dal Salon international du livre de Québec. Il premio "onora gli autori il cui lavoro ha attirato l'attenzione dei librai per la loro originalità e qualità letteraria".

## Categorie
Ci sono sei categorie:
- "Roman-Nouvelles-Récit" (creato nel 1994)
- "Jeunesse", (creata nel 2011) - 0-5 anni, 6-11 anni e 12-17 anni
- "Poésie" (creata nel 2015[2])
- "Bande dessinée" (creata nel 2018)
- "Essai", creata nel 2018
- "Bande dessinée Jeunesse", (creata nel 2020)

Le quattro categorie "Roman-Nouvelles-Récit", "Jeunesse" Bande dessinée" e "Bande dessinée Jeunesse", sono divise in due sottocategorie, vincitori del Québec e vincitori fuori dal Québec. Le categorie  "Poésie" e "Essai" premiano solo i vincitori in Québec.
I vincitori delle categorie Gioventù vengono presentati a fine febbraio, mentre i vincitori delle altre quattro categorie vengono annunciati a maggio al Gala du Prix des libaires.